# NGC 6852
NGC 6852 é uma nebulosa planetária na direção da constelação de Aquila. O objeto foi descoberto pelo astrônomo Albert Marth em 1863, usando um telescópio refletor com abertura de 48 polegadas. Devido a sua moderada magnitude aparente (+12,6), é visível apenas com telescópios amadores ou com equipamentos superiores. 